# Three Stories and Ten Poems

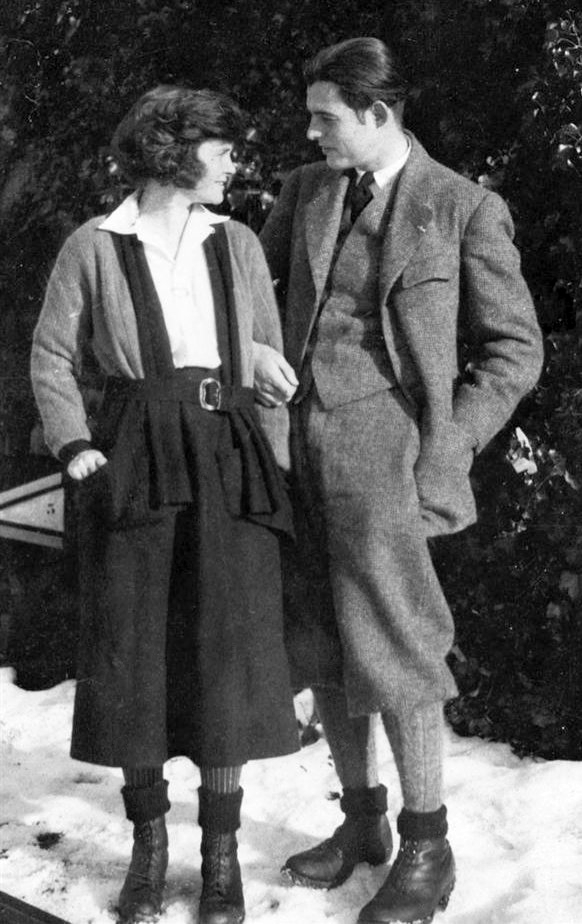
Hemingway und seine Frau Hadley im Jahr 1922

Three Stories and Ten Poems ist eine Anthologie des amerikanischen Autors Ernest Hemingway, die 1923 in einer Auflage von nur 300 Exemplaren von Robert McAlmon in Paris veröffentlicht wurde. Es war die erste größere Erscheinung Hemingways als Literat jenseits des Journalismus. 1925 erschien mit In unserer Zeit seine erste richtige Kurzgeschichtensammlung und 1926 mit Fiesta sein erster Roman.

## Inhalt

### Die Stories
- Up in Michigan, Oben in Michigan
- Out of Season, Schonzeit
- My Old Man, Mein Alter

### Die Gedichte
- Mitraigliatrice
- Oklahoma
- Oily Weather
- Roosevelt
- Captives
- Champs d’Honneur
- Riparto d’Assalto
- Montparnasse
- Along With Youth
- Chapter Heading

Die Stories Schonzeit und Mein Alter wurden zwei Jahre später in Hemingways Kurzgeschichtensammlung In unserer Zeit wiederveröffentlicht.